# سالیتون

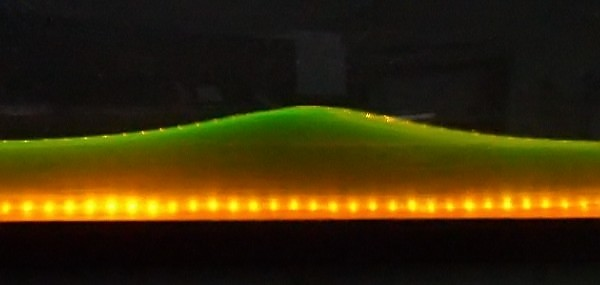
موج سالیتوری در یک کانال موج آزمایشگاهی.

سالیتون در ریاضیات و فیزیک، یک موج منزوی خود-تقویت‌کننده (یک بسته موج یا پالس) است که وقتی با سرعت ثابت حرکت می‌کند شکلش را حفظ می‌کند. سالیتون‌ها در نتیجهٔ خنثی‌سازی آثار غیرخطی و پاشندگی در محیط حاصل می‌شوند. «آثار پاشندگی» به رابطه پراش بین فرکانس و سرعت امواج برمی‌گردند. سالیتون‌ها به عنوان جوابهای دستهٔ گسترده‌ای از معادلات دیفرانسیل جزئی به‌طور ضعیف غیرخطی پاشنده ناشی می‌شوند که سیستم‌های فیزیکی را توصیف می‌کنند. پدیدهٔ سالیتونی اولین بار توسط جان اسکات راسل (۱۸۸۲–۱۸۰۸م) توصیف شد. او یک موج سالیتوری را در کانال مشترک در اسکاتلند مشاهده کرد. او این پدیده را در یک مخزن موج بازسازی کرد و آن را موج انتقال نامید.
به‌دیگر سخن، سالیتون به دسته خاصی از جوابهای موضعی یک معادله غیرخطی موج گفته می‌شود که با شکل، ارتفاع، و سرعت ثابت به پیشروی و انتشار در محیط ادامه می‌دهند. البته توافق عام بر سر تعریف سالیتون وجود ندارد و درمنابع مختلف سالیتون را به صورت‌های متفاوت تعریف می‌کنند.

## تعریف
یافتن تعریفی منفرد و مورد توافق از یک سالیتون مشکل است. درازین و جانسون (۱۹۸۹) سه خاصیت به سالیتونها نسبت دادند:
به موجی که سه خاصیت زیر را داشته باشد سالیتون گفته می‌شود:
1. شکل آن تغییر نکند.
2. در منطقه‌ای از فضا محدود باشد.
3. بعد از برخورد با سالیتون‌های دیگر شکل خود را حفظ کند، مگر با یک انتقال فاز.

تعریفهای رسمی بیشتری وجود دارد، اما آن تعریفها نیازمند ریاضیات محکمی هستند. با این حال، بعضی دانشمندان اصطلاح «سالیتون» را برای پدیده‌هایی که دقیقاً این سه خاصیت را ندارند استفاده می‌کنند (برای مثال، گلوله نور در اپتیک غیرخطی علی‌رغم اینکه حین برهمکنش انرژی از دست می‌دهد سالیتون نامیده می‌شود).

## تعریف در فیزیک کلاسیک
برخی از جوابهای معادله‌موجی که غیر خطی و پاشنده باشد می‌توانند خاصیتهای زیر را داشته باشند:
۱- با حرکت بسته موج شکل و سرعت آن تغییر نکند.
۲- بقای شکل و سرعت مجانبی حتی پس از برخورد چند بسته موج با هم برقرار باشد.
در فیزیک کلاسیک به جوابهایی که خاصیت ۱ را داشته باشند موج انفرادی می‌گویند.
اگر جواب علاوه بر خاصیت ۱ خاصیت ۲ را نیز دارا باشد آن را سالیتون می‌نامند.

### بیان بر حسب چگالی انرژی
جوابی از معادله میدان را موضعی می‌نامیم که: چگالی انرژی آن در در هر زمان محدود t در منطقه محدودی از فضا مقدار غیربی‌نهایت و در بی‌نهایت به سمت صفر حرکت کند و در آن ناحیه انتگرال‌پذیر باشد.

#### موج انفرادی
حال به جوابی از معادله میدان غیر خطی که موضعی بوده و خاصیت زیر را داشته باشد موج انفرادی می‌گوییم:
{\displaystyle {\epsilon }(x,t)={\epsilon }(x-ut)}
به بیان دیگر چگالی انرژی با سرعت ثابت بی‌تغییر بماند.

#### روابط
یک یا چند معادله غیر خطی که جواب موج انفرادی آن‌ها {\displaystyle {\epsilon _{0}(x-ut)}} باشد را در نظر بگیریم.

اگر N موج انفرادی این جواب با سرعت‌ها و محل‌های دلخواه یک موج با انرژی {\displaystyle {\epsilon (x,t)}} تشکیل بدهد، آن‌گاه: 
{\displaystyle \epsilon (x,t)\to \sum _{i=m}^{n}\epsilon _{0}(x-{a}_{i}-u_{i}t)\quad t\to -\infty }
حال اگر رابطه:
{\displaystyle \epsilon (x,t)\to \sum _{i=m}^{n}\epsilon _{0}(x-{a}_{i}-u_{i}t+\delta _{i})\quad t\to +\infty }
برقرار باشد این موج انفرادی را سالیتون می‌گوییم.

## نمونه
خواص پاشندگی و غیرخطیت می‌توانند برهمکنش داشته و اشکال موجی موضعی و پایدار تولید کنند. یک پالس نوری را که در یک شیشه حرکت می‌کند در نظر بگیرید. این پالس را می‌توان نوری از چندین فرکانس مختلف در نظر گرفت. چون شیشه موجب پاشندگی می‌شود، این فرکانس‌های مختلف با سرعت‌های متفاوتی حرکت خواهند کرد و شکل پالس در طول زمان تغییر خواهد کرد. با این حال، اثر کرغیرخطی وجود دارد: نمار شکست یک ماده در یک فرکانس مفروض به دامنه یا قدرت نور بستگی دارد. اگر پالس تنها شکل صحیح داشته باشد، اثر کر کاملاً اثر پاشندگی را حذف خواهد کرد، و شکل پالس در طول زمان تغییر نخواهد کرد: یک سالیتون. برای توصیف جزئیتر سالیتون (اپتیک) را ببینید.
خیلی از مدل‌های قابل حل دارای جوابهای سالیتونی هستند، از جمله معادله کورتوگ-د وریز، معادله غیرخطی شرودینگر، معادله غیرخطی شرودینگر تزویج شده، و معادله ساین-گوردن. جوابهای سالیتونی معمولاً بوسیلهٔ تبدیل پراکندگی معکوس و پایداریشان به انتگرالپذیری معادلات میدان حاصل می‌شود. نظریهٔ ریاضیاتی این معادلات شاخه‌ای وسیع و فعال از تحقیقات ریاضیات است.
بعضی از انواع حفره کشنده، پدیدهی موجی تعدادی از رودخانه‌ها شامل شکلهای سالیتونی دارند: یک جبهه موج با قطاری از سالیتونها می‌آید. دیگر سالیتونها به صورت امواج درونی زیر دریا رخ می‌دهند، از بستر اقیانوس نشأت می‌گیرند. همچنین سالیتونهای جوی وجود دارد، نظیر ابر درخشان صبحگاهی در خلیج کارپنتاریا، جایی که سالیتونهای فشاری در یک لایهٔ وارونی دما ابرهای پیچشی خطی وسیع تولید می‌کنند. مدل سالیتونی اخیر که به‌طور گسترده پذیرفته نشده‌است در دانش اعصاب ارائه شده‌است تا جریان سیگنال در عصب‌ها را به صورت سالیتونهای فشاری توصیف کند.
یک سالیتون توپولوژیک، یا نقص توپولوژیک، جواب دسته‌ای از معادلات دیفرانسیل جزئی است که در مقابل واپاشی به «جواب جزئی» پایدار و مقاوم است. پایداری سالیتونی بواسطهٔ قیود توپولوژیک است، تا مشتق پذیری معادلات میدان. از آنجا که معادلات دیفرانسیلی باید از دسته‌ای از شرایط مرزی تبعیت کنند قیود تقریباً همیشه برآورده می‌شوند، و مرز یک گروه هوموتوپی غیر-جزئی دارد که با معادلات دیفرانسیل حفظ می‌شوند. از اینرو، جوابهای معادله دیفرانسیل را می‌توان به رده‌های هوموتوپی دسته‌بندی کرد. تبدیل پیوسته‌ای وجود ندارد که جوابی در یک رده هوموتوپی را به ردهٔ دیگری هدایت کند. جوابها کاملاً مجزا هستند، و حتی در مواجه با نیروهای بینهایت قوی تمامیتشان را حفظ می‌کنند. مثال‌هایی از سالیتونهای توپولوژیک شامل در رفتگی پیچشی دریک شبکه کریستالی، رشته دیراک و تک قطبی مغناطیسی در الکترومغناطیس، اسکای میون و مدل وس-زومینو-ویتن در نظریه میدان کوانتومی، و رشته کیهانی در دیوارهای حوزه در کیهان شناسی است.

## تاریخچه
در ۱۸۳۴، جان اسکات راسل موج انتقالی‌اش را توصیف کرد. این کشف در اینجا با کلمات اسکات راسل توصیف می‌شود:
«من در حال مشاهدهٔ قایقی بودم که به سرعت با یک جفت اسب در طول یک کانال کشیده می‌شد، وقتی قایق به‌طور اتفاقی متوقف شد – آن قدر جرمی از آب در کانال که به حرکت درآورده باشد نبود؛ آب دماغهٔ قایق را در حالتی از تلاطم شدید (انباشتن--)، سپس به‌طور ناگهانی آن را پشت سرگذاشت، به سمت جلو گرد شده با سرعت زیاد، شکل یک برآمدگی منفرد به خود گرفت، یک برآمدگی گرد، هموار و خوش-ریخت از آب که مسیرش را در طول کانال ظاهراً بدون تغییر در شکل یا کاهش سرعت ادامه داد. من آن را بر پشت اسب دنبال کردم، و به آن رسیدم در حالیکه با سرعتی بالغ بر هشت یا نه مایل در ساعت هنوز به جلو می‌رفت، شکل اصلی‌اش را به طول تقریبی سی فوت و یک فوت در یک فوت و نیم فوت ارتفاع حفظ کرده بود. ارتفاعش به‌طور تدریجی تقلیل یافت، و بعد از یک یا دو مایل تعقیب آن را در پیچ و خم‌های کانال گم کردم. یک چنین رخدادی، در ماه اوت ۱۸۳۴، اولین شانس دیداری بود با آن پدیدهٔ منحصر بفرد و زیبا که آن را «موج انتقالی» نامیدم».
اسکات راسل برای تحقیقات عملی و نظری روی این امواج مقداری زمان صرف کرد، او مخزن‌های موجی در خانه‌اش ساخت و متوجه بعضی خواص کلیدی شد:
- امواج پایدار بودند، و می‌توانستند در مسیرهای خیلی طولانی حرکت کنند (امواج معمولی مایلند که یا پهن شوند، یا سرازیر شده و بیافتند)
- سرعت به اندازهٔ موج، و به پهنایش روی عمق آب بستگی دارد.
- برخلاف امواج معمولی هیچگاه ترکیب نمی‌شوند – بنابراین یک موج بزرگ از یک موج کوچک سبقت گرفته، به جای ترکیب دو موج.
- اگر یک موج به ازای عمق آب خیلی بزرگ باشد، به دو موج تقسیم می‌شود، یکی بزرگ و دیگری کوچک.

کار تجربی اسکات راسل به عجایب می‌مانست، به نظریات هیدرودینامیک اسحاق نیوتون و دنیل برنولی. جورج بیدل آیری و جورج گابریل استوک به سختی مشاهدات تجربی اسکات راسل را پذیرفتند زیرا با نظریات موجود موجی آب نمی‌توانستند توصیفش کنند. آن‌ها به‌طور هم‌زمان وقت صرف کردند تا نظریه را بسط دهند اما تا دههٔ ۱۸۷۰ زمانی‌که جوزف بوسینسک و لورد رالی یک رفتار نظری و جوابهایی منتشر کردند بطول انجامید. در ۱۸۹۵ دیدریک کورتوگ و گوستاو دِ وریز آنچه را که اکنون به عنوان معادله کورتوگ-دِ وریز می‌شناسیم ثابت کردند، شامل جوابهای موج منزوی و موج کنودیال دوره‌ای.
در ۱۹۶۵ نورمن زابوسکی از آزمایشگاه بل و مارتین کروسکال از دانشگاه پریستون ابتدا رفتار سالیتونی را در محیطی منطبق بر معادله کورتوگ- دِ وریز (معادله KdV) در یک تحقیق محاسباتی با استفاده از روش تفاضل محدود نشان دادند. همچنین آن‌ها نشان دادند که این رفتار چگونه معمای اخیر مسئله فرمی-پاستا-اولام را توصیف می‌کند.
در ۱۹۶۷، گرین، کروسکال و میورا یک تبدیل پراکندگی معکوس کشف کردند که حل تحلیلی معادله KdV را مقدور می‌ساخت. کار پیتر لکس روی جفت لکسها و معادلهٔ لکس از این به بعد این را به حل خیلی از سیستم‌های تولیدکنندهٔ سالیتون توسعه داد.

## سالیتون‌ها در فیبر نوری
«همچنین سالیتون (اپتیک) را ببینید»
بسیاری از آزمایش‌های با استفاده از سالیتون‌ها در کاربردهای فیبر نوری انجام شده‌اند. پایداری ذاتی سالیتون‌ها امکان ارسال به فواصل طولانی را بدون استفاده از تکرارکننده‌ها مقدور می‌سازد، و می‌تواند به‌طور بالقوه ظرفیت ارسال را دوبرابر سازد.
در ۱۹۷۳، آکیرا هاسوگاوا از آزمایشگاه بل AT&T اولین کسی بود که پیشنهاد داد که سالیتون‌ها می‌توانند در فیبر نوری بواسطهٔ موازنهٔ بین مدولاسیون خود-فاز و پاشندگی غیرعادی حضور داشته باشند. همچنین در ۱۹۷۳ رابین بلاخ اولین گزارش ریاضیاتی را مبنی بر وجود سالیتون‌های نوری ارائه کرد. او همچنین ایدهٔ سیستم ارسال برپایهٔ سالیتون را ارائه داد تا عملکرد مخابرات نوری افزایش یابد.
سالیتون‌ها در سیستم فیبر نوری با معادلات موناکو توصیف می‌شوند.
در ۱۹۸۷، پی، املیت، جی.پی. هاماید، اف. رینود، سی. فرولی و ای. بارثلمی، از دانشگاه بروکسل و لیموژ، اولین مشاهدهٔ عملی از انتشار سالیتون تاریک در یک فیبر نوری داشتند.
در ۱۹۸۸، لین مولنور و تیم‌اش پالس‌های سالیتونی را تا فاصلهٔ ۴۰۰۰ کیلومتری با استفاده از پدیدهٔ اثر رامان، به نام دانشمند هندی سر سی.وی. رامان، کسی که اولین بار در دههٔ ۱۹۲۰ این اثر را توصیف کرد، تا بهره نوری در فیبر را ثابت کند، ارسال کردند.
در ۱۹۹۱، یک تیم تحقیقاتی از آزمایشگاه بل سالیتون‌ها را با ۵ر۲ گیگابایت بر ثانیه تا فاصلهٔ بیشتر از ۱۴۰۰۰ کیلومتری بدون خطا ارسال کردند، با استفاده از تقویت‌کننده‌های فیبر نوری اربیوم (در بخش‌هایی از فیبر نوری شامل عنصر نادر اربیوم). لیزرهای پمپی، به تقویت‌کنندهای نوری تزویج شده، اربیوم را فعال کرده، که پالس‌های نوری را تقویت می‌کنند.
در ۱۹۹۸، تری جورجز و تیمش در مرکز R&D فرانس تله‌کام با ترکیب سالیتون‌های نوری با طول‌موجهای متفاوت (تسهیم تقسیم طول‌موج)، انتقال دادهٔ ۱ ترابیت بر ثانیه (۱٬۰۰۰٬۰۰۰٬۰۰۰٬۰۰۰ واحد اطلاعات در ثانیه) را نمایش دادند.
بنا به دلایلی، امکان مشاهدهٔ هر دوی سالیتون‌های مثبت و منفی در فیبر نوری هست. با این حال، معمولاً برای امواج آب تنها سالیتون‌های مثبت دیده شده‌اند چون هر تلاشی برای ساخت موجی با تورفتگی منجر به قطاری از امواج نوسانی می‌شود. (یک سالیتون مثبت مربوط به نیمرخ (پروفایل) مثبت sech۲ است و یک سالیتون منفی به نیمرخی به شکل sech2- مربوط می‌شود)
در سال ۲۰۰۰، کاندیف حضور سالیتون برداری در کاواک فیبر دوشکستی را به صورت مُد قفل شده در  SESAM  پیش‌بینی کرد. حالت قطبش چنین سالیتون برداری می‌توانست بسته به پارامترهای کاواک بچرخد یا قفل شود.
در سال ۲۰۰۸، دی. وای. تانگ و همکارنش شکل نویی از سالیتون برداری مرتبه بالا را در آزمایش‌های و شبیه‌سازی‌های عددی مشاهده کردند. انواع مختلفی از سالیتون‌های برداری و حالت قطبش سالیتون‌های برداری در گروه او مورد مطالعه قرار گرفتند.

## سالیتون‌ها در آهنرباها
در آهنرباها، همچنین انواع مختلفی از سالیتون‌ها و دیگر امواج غیرخطی وجود دارد. این سالیتون‌های مغناطیسی جوابهای دقیق معادلات دیفرانسیل غیرخطی کلاسیک هستند — معادلات مغناطیس، مثلاً معادله لاندو-لیفشیتز، زنجیره مُدهای هایزنبرگ، معادله شیموری، معادله غیرخطی شرودینگر و نظیر آن هستند.

## بایون‌ها
حالت مرزی دو سالیتون به عنوان «بایون» شناخته می‌شود.
در نظریهٔ میدان معمولاً بایون به جواب مدل بورن-اینفلد ارجاع داده می‌شود. نام بایون توسط جی. دابلیو. گیبسون انتخاب شد تا این جواب را از سالیتون مرسوم تمیز دهد، به صورت یک جواب «منظم»، با انرژی محدود (و معمولاً پایدار) یک معادله دیفرانسیل توصیف‌کنندهٔ بعضی سیستم‌های فیزیکی فهمیده شد. کلمه «منظم» یعنی یک جواب سلیس که هیچ منبعی را حمل نمی‌کند. با این حال، جواب مدل بورن-اینفلد هنوز یک منبع به شکل تابع دلتای دیراک در مبدأ حمل می‌کند. در نتیجه این جواب یک تکینگی در این نقطه نشان می‌دهد (با این حال میدان الکتریکی همه جا منظم است). در بعضی متون فیزیکی (برای مثال نظریهٔ ریسمان) این امکان می‌تواند مهم باشد، که معرفی یک نام خاص برای کلاسی از سالیتون‌ها را برانگیخته‌است.
از طرف دیگر، زمانی‌که گرانش اضافه شود (برای مثال، زمانی‌که تزویج مدل بورن-اینفلد به نسبیت عام فرض شود) جواب مربوطه «ایبایون» (EBIon) نامیده می‌شود، که «ای» (E) معرف «اینشتین» (Einstein) است.

## زمینه‌های کاربرد
هرچند اکتشاف اولیهٔ آن‌ها از روی امواج بلند آب صورت گرفت، امواج انفرادی و سالیتون‌ها را در میدان‌ها و زمینه‌های گوناگون علمی و فنی مورد مطالعات و تحقیقات وسیع نظری و تجربی قرار داده‌اند. از آن میان، زمینه‌های متنوع زیر را می‌شود برشمرد:
- هیدرودینامیک
- نور غیر خطی
- فیزیک پلاسما
- زیست‌شناسی

در سیستم‌های زیست‌شناسی سالیتون‌ها در فرایند انتقال انرژی توسط پروتئینهای آلفا هلیکس مشارکت می‌نمایند. طبیعت غیر خطی نیروهای بین اتم‌ها می‌تواند به تشکیل امواج انفرادی یا سالیتون‌ها بینجامد.